# Aneulophus
Aneulophus es un género  de plantas fanerógamas perteneciente a la familia Erythroxylaceae.  Comprende 2 especies descritas y  aceptadas.

## Taxonomía
El género fue descrito por George Bentham  y publicado en Genera Plantarum 1(1): 244. 1862. La especie tipo es: Aneulophus africanus Benth.	

## Especies aceptadas
A continuación se brinda un listado de las especies del género Aneulophus aceptadas hasta marzo de 2014, ordenadas alfabéticamente. Para cada una se indica el nombre binomial seguido del autor, abreviado según las convenciones y usos. 
- Aneulophus africanus Benth.
- Aneulophus congoensis Gram